# Джехуті
Джехуті — можливий другий фараон фіванської XVI династії, який правив Верхнім Єгиптом.